# سام ریبورن (تگزاس)
سام ریبورن (به انگلیسی: Sam Rayburn) یک منطقهٔ مسکونی در ایالات متحده آمریکا است که در شهرستان جسپر، تگزاس واقع شده‌است. سام ریبورن ۱٬۱۸۱ نفر جمعیت دارد و ۶۰٫۹۶ متر بالاتر از سطح دریا واقع شده‌است.